# 福建天柱山国家森林公园
福建天柱山国家森林公园，是一座位于中华人民共和国福建省漳州市的国家森林公园。天柱山公园南距离漳州市区29公里、东距厦门市46公里，面积3081公顷，主峰高933.1米，因峰顶巨石而得名“天柱山”。

## 历史
宋朝时天柱山便被誉为“临漳第一胜处”。中华人民共和国成立后，1960年设立福建省长泰县亭下国有林场，1993年设立“福建省长泰天柱山森林公园”。1995年被中华人民共和国林业部評爲國家森林公園。

## 地理
山上有约14平方公里的次生天然林，含3000多种珍贵树种和植物和30多种野生动物，其中蕨类植物25科、45属、86种。
天柱山公园的气候属于热带季风气候，雨季明显，湿度大，云雾多。年降水量1500mm，相对湿度80%，无霜期333日。

## 景点
天柱山景观奇胜，以植物、气象、岩石、幽洞、摩崖题刻、庙宇景观为主，有景点144个，其特点为：青、幽、灵、古、奇、野、旷、奥。主要景点有：千年含笑、南天一柱、观音洞府、一线泉、状元台、屏风石、剑脊桥等，此外还有福建省最大的弥勒佛雕塑。

### 紫玉峰
天柱山的主峰紫玉峰海拔933.1米，峰巅有一块高约30米、宽约17米的巨石，圆如柱而白如玉，人称“天柱”。天柱山的名字即来源于此。

### 绍熙题名
天柱山上的摩崖石刻，最早的是南宋绍熙三年（公元1192年）黄淳父题名，是研究地方史的重要史料。其内容为（其中有四个字模糊不清）：
建安黄淳父以□□之暇□尉
南仲龙溪陈惟永黎明联辔来
静仰霄汉于尺五小人世于秋
也绍熙壬子闰春下浣八日学
赵子充□阳丞黄公辰潮阳柯
游此岩是日雨后春融鸟鸣山
号洒然四观顿忘来路之疲劳
生槐婿赵晐侍行
此外摩崖石刻还有南宋咸淳六年（公元1279年）知长泰县事长乐陈春伯的题名，以及明万历三十三年（公元1605年）杨莹锺《管侯兴复天柱山记》。

### 欢乐大世界旅游度假区
2011年，福建省长泰县通过招商引进上海百汇星融投资控股集团有限公司投资60亿元，修建了“长泰天柱山欢乐大世界旅游度假区”。度假区规划面积762公顷，主要景点是一座面积2000平方米，水深达12米，容量2万多立方米的水池，内有100多种、上万尾海洋生物供客人观赏。2018年11月起试运营。2020年10月，鲨鱼馆发生一起死亡事故。